# Kichwa

Karte der Dialekte des Quechua
I (Waywash) oder B
II-A (Yunkay)
II-B (Chinchay)
II-C (Südliches Quechua)

Als Kichwa oder Ketschua (auch: Quichua) werden die Varianten der Quechua-Sprachfamilie ebenso wie deren Sprecher in Ecuador, Kolumbien sowie im Norden und Osten  Perus (Amazonien) bezeichnet. Die Bezeichnung „Quichua“ wird auch in Argentinien verwendet, jedoch zählen die dortigen Varianten nicht zum Kichwa, sondern zum Südlichen Quechua. Ebenso wenig gehören hierzu einige andere Quechua-Varianten, in denen Kichwa als Eigenbezeichnung verwendet wird (z. B. Cajamarca-Quechua, Wanka-Quechua), was jedoch auf eine Rückentlehnung aus dem Spanischen zurückzuführen ist.

## Ursprung der Bezeichnung
Die Bezeichnung rührt daher, dass der uvulare Plosiv [q] in den nördlichen Quechua-Varianten (Chinchay) zu einem velaren Plosiv [k] (entsprechend dem deutschen k) geworden ist, auf Grund dessen der Laut [i] niemals wie [e], [u] dagegen niemals wie [o] gesprochen wird. Das Quechua-Wort qichwa (sprich: „ketschua“ mit uvularem k, d. h. weit hinten im Rachen) wird deshalb im Norden kichwa („kitschua“) ausgesprochen. Qichwa bedeutet eigentlich „Tal“ bzw. bezeichnet eine Höhenzone der Anden und deren Bewohner, die größtenteils Quechua sprechen bzw. sprachen. Auf Kichwa lautet die Selbstbezeichnung der Sprache Runashimi („Menschenwort“, auf Süd-Quechua Runasimi).

## Entwicklung der Sprache in Ecuador
Im heutigen Ecuador (und Kolumbien, wo es aber nur einige Tausend Sprecher gibt) wurde das Quechua erst relativ spät Muttersprache der Bevölkerung. Spätestens mit der Eroberung durch die Inka wurde eine auf dem südlichen Quechua basierende Form jedoch als Lingua franca (Lengua general) unter den sprachlich sehr unterschiedlichen Völkern Ecuadors verbreitet. Infolge der Umsiedlungen und damit verbundenen Durchmischung von Menschen unterschiedlicher Herkunftssprache zunächst unter den Inka, später unter den Spaniern entwickelte sich das Kichwa als eine Kreol-Form der Quechua-Sprache. Während der Wortschatz des Quechua fast ganz übernommen wurde, gab es eine starke Umgestaltung in der Phonologie und Grammatik. Diese Veränderungen haben sowohl im ecuadorianischen Hochland als auch im Tiefland Ecuadors und in Kolumbien (Inga-Kichwa) stattgefunden.

## Verdrängung und Verteidigung der Kichwa-Sprache
Seit der spanischen Eroberung, besonders aber seit Anfang des 20. Jahrhunderts, wird die Sprache zunehmend vom Spanischen verdrängt. Mit ihrem Aufstieg seit den siebziger Jahren haben indigene Organisationen in Ecuador, darunter ECUARUNARI als Repräsentation der Kichwa-Ethnien, die Verteidigung der Sprachen zum politischen Thema gemacht und erreichten die Verankerung der so genannten interkulturellen zweisprachigen Erziehung in der Verfassung von 1998, wenn auch Spanisch weiterhin die einzige verfassungsmäßige Amtssprache blieb. Seitdem wurden in eigener Verantwortung von Kichwa-Gemeinden zahlreiche zweisprachige Schulen eröffnet, ohne jedoch bisher eine flächendeckende Versorgung zu erreichen. In welchem Maße der Sprachverlust aufgehalten und umgekehrt werden kann, ist noch nicht abzusehen.
Auch 2008 scheiterte ein Antrag im Parlament, Kichwa als landesweite gleichberechtigte Amtssprache neben dem Spanischen in die neue Verfassung aufzunehmen. Stattdessen ist laut Artikel 2, Absatz 2 das Spanische Amtssprache Ecuadors; Kichwa und Shuar sind Amtssprachen für „interkulturelle Beziehungen“, die übrigen indigenen Sprachen für den „amtlichen Gebrauch der [jeweiligen] indigenen Völker“.

## Sprecherzahl

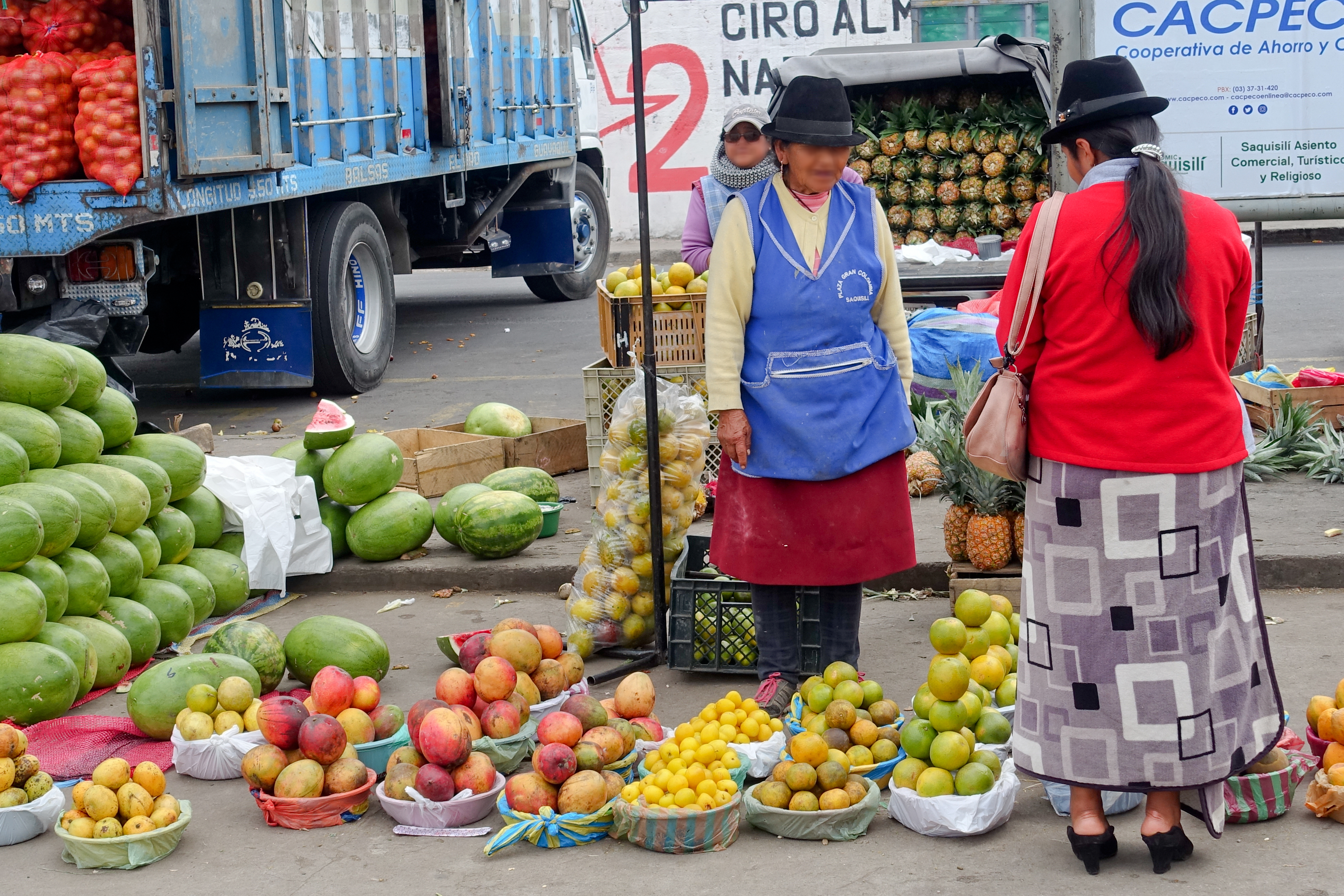
Kichwa-Frauen auf dem Markt von Saquisilí bei Latacunga, Ecuador

Die Angaben über die Sprecherzahl in Ecuador schwanken stark und werden meist zwischen 750.000 und 2 Millionen angegeben. In Kolumbien dürfte es einige Tausend, im peruanischen Amazonien einige Zehntausend Sprecher geben.
Bei der Volkszählung von 2001 wurden nur etwa 500.000 Sprecher in ganz Ecuador festgestellt. Die Glaubwürdigkeit dieser Zahl ist jedoch umstritten.

## Orthographie
Seit den neunziger Jahren gibt es für Ecuador eine einheitliche Orthographie (Quichua unificado, Shukllachishka Kichwa), die die vorherigen dialektbezogenen, aber ganz am Spanischen orientierten Schreibweisen abgelöst hat. Sie orientiert sich am peruanischen amtlichen Alphabet (Alfabeto oficial) für Quechua und wird in der Schule wie auch von anderen staatlichen Einrichtungen benutzt. Die christlichen Kirchen halten überwiegend noch an der spanischen Schreibweise fest, wie sie auch in den Bibelübersetzungen in verschiedene Quichua-Varianten zu finden ist, jedoch hat Radio HCJB inzwischen eine Kichwa-Seite in der offiziellen Rechtschreibung.

## Wichtigste Unterschiede zum südlichen Quechua
Als südliches Quechua werden die Varianten von Süd-Peru (Chanka, Qusqu-Qullaw: Dialekte ab Huancavelica südwärts), Bolivien und Argentinien bezeichnet. Hier werden die Unterschiede des Kichwa von Ecuador im Vergleich dargestellt.
Verlust der Possessiv-SuffixeBesitz- und Zugehörigkeitsverhältnisse werden ausschließlich durch Voranstellen des entsprechenden Substantivs oder Pronomens des Besitzenden, dem noch ein -pak angehängt werden kann, vor das Substantiv des Besitzes ausgedrückt.
Ein Überbleibsel der Possessiv-Endungen ist der Ausdruck für „Gott“, Apunchik (eigentlich „unser Herr“), was zeigt, dass bei der Missionierung noch eine ursprüngliche Stufe des Quechua mit Possessiv-Suffixen verwendet wurde.
Verlust der objektivischen Konjugation (Transition)Das Objekt wird bei der Transition ausschließlich durch das Personalpronomen (bzw. Substantiv), meist durch Anhängen von -ta, ausgedrückt (wie im Spanischen oder Deutschen).
Verlust der Unterscheidung zwischen inklusivem und exklusivem „wir“Das Pronomen für exklusives „wir“, ñuqayku (ñuqakuna), und die entsprechenden Verbalendungen (-niku/-yku/-ni llapa) sind verloren gegangen. Das vormals (und südlich von Ecuador nach wie vor) ausschließlich inklusive ñukanchik und die zugehörige Verbalendung -nchik drücken „wir“ allgemein (inklusiv wie exklusiv) aus.
Bedeutungsänderungen bei Suffixen bzw. InfixenDas progressive Infix -chka- ist verloren gegangen; seine Rolle wird vom ursprünglich reflexiven -ku- übernommen. Die Bedeutung von -ku- übernimmt das vormals inchoative -ri-.
Übernahme der Funktion von -pti- durch -kpi, -shkapi und -shkawanDas Infix -pti- zur Bildung von Nebensatz-Äquivalenten ist verloren gegangen; seine Rolle wird von den Suffixen -kpi, -shkapi und -shkawan übernommen (entstanden aus -q bzw. -šqa und -pi bzw. -wan).
Verlust des Evidentialsuffixes -sh/-shi, Generalisierung von -miDas Evidentialsuffix -shi bzw. -sh ist in vielen ecuadorianischen Kichwa-Mundarten verloren gegangen. Stattdessen wird zum Ausdrücken von Information aus zweiter Hand nin oder ninmi angehängt. Das Suffix -mi wird oft selbst bei Informationen aus zweiter Hand angehängt, verliert also seine ursprüngliche Funktion (Wissen aus eigener Erfahrung).
Beispiele:
| Deutsch                               | Qusqu-Qullaw                          | Kichwa                                     |
| ------------------------------------- | ------------------------------------- | ------------------------------------------ |
| Unser Vater! (Vaterunser)             | Yayayku! (Taytayku!)                  | Ñukanchik Tayta!                           |
| Ich liebe dich.                       | Munaykim.                             | Kanta munanimi.                            |
| Liebst du mich?                       | Munawankichu?                         | Ñukata munankichu?                         |
| Der Inka war der Sohn der Sonne.      | Inkaqa intip churin kasqa.            | Inkaka intipak churi kashka.               |
| Das ist mein Haus.                    | Chayqa wasiymi.                       | Chayka ñuka(pak) wasimi.                   |
| Ist das dein Haus?                    | Wasiykichu chay?                      | Kan(pak) wasichu chay?                     |
| Ich arbeite (gerade).                 | Llamk'achkani.                        | Llankakuni.                                |
| Er kämmte sich.                       | Ñaqch'akurqan.                        | Ñakcharirka.                               |
| Als ich kam, arbeitete er (gerade).   | Hamuptiy, llamk'achkarqanmi.          | Ñukaka shamukpi, llankakurkami.            |
| Einst pflegten die Tiere zu sprechen. | Ñawpa pacha uywakunaqa rimaqsi kasqa. | Ñawpa pacha wiwakunaka rimak kashka ninmi. |

- Aussprache

In der Aussprache gibt es ebenfalls Unterschiede zum südlichen Quechua. Neben der Angleichung des ursprünglichen [q] an das [k] sind zu nennen: „ll“ wird wie in Argentinien ausgesprochen (j in französisch Journal), „mp“ wie [mb], „nt“ wie [nd] und „nk“ wie [ng]. In manchen Dialekten gibt es auch ein „f“, wo sonst ein „p“ auftritt. Die stimmhaften Plosive b, d, g sowie das f sind jedoch nicht phonemisch und werden deshalb – auch in Angleichung an andere Quechua-Varianten – in der neuen Orthographie als p, t, k bzw. p wiedergegeben. Das „ch“ fällt vor „n“ durch Assimilation in der Aussprache mit dem „ll“ zusammen. Anders als in den südlichen Dialekten hat sich das ursprüngliche „sh“ (wie deutsch: sch) erhalten und hat phonemischen Charakter (z. B. pushak = „Führer“; pusak = „acht“).
- Wortschatz

Der Wortschatz entspricht überwiegend dem südlichen Quechua, es gibt jedoch als Ausnahmen einige wichtige Wörter, die Kichwa nur mit dem zentralperuanischen (Ancash, Huánuco, Junín) und nordperuanischen Quechua gemein hat. Die beiden häufigsten sind chusku statt tawa für „vier“ und tamya statt para für „Regen“. Dazu kommen Entlehnungen aus anderen indigenen Sprachen Ecuadors.

## Varianten des Kichwa

### Regionale Varianten des Kichwa von Ecuador
Laut SIL International gibt es neun „Quichua-Sprachen“ in Ecuador, während die evangelische FEDEPI acht Varianten angibt (Kañar- und Saraguro-Kichwa zusammengefasst). Die lautlichen Unterschiede sind anhand eines Beispielsatzes verdeutlicht („Die Männer werden in nur zwei Tagen kommen“), dazu zum Vergleich in „Einheits-Kichwa“ sowie Südlichem Quechua:
| Kichwa-Variante                                            | SIL-Code    | Sprecher laut SIL/FEDEPI            | Sprachgebiet                              | Aussprache                                   | Schreibweise (SIL bzw. offiziell)               | Aussprache von „ll“ |
| ---------------------------------------------------------- | ----------- | ----------------------------------- | ----------------------------------------- | -------------------------------------------- | ----------------------------------------------- | ------------------- |
| Quichua Serrano Central: Puruhá etc.                       | [qug]       | 1.000.000/ 2.500.000                | Chimborazo, Cotopaxi, Bolívar, Tungurahua | Čay k’arikunaka iški punžažapimi šamunga.    | Chai c’aricunaca ishqui punllallapimi shamunga. | ll = ž              |
| Imbabura: Otavalos, Kayampi, Karanki, Natabuela, Kitu Kara | [qvi]       | 300.000/ 1.000.000                  | Imbabura, Pichincha (Cayambe)             | Čay harikunaka iškay punžapižami šamunga.    | Chai jaricunaca ishcai punllapillami shamunga.  | ll = ž              |
| Quichua Serrano Sur: Kañari Saraguros                      | [qxr] [qxl] | 200.000/ qxr: 100.000 qxl: 15.000   | Cañar, Azuay, Chimborazo Loja, Azuay      | Čay k’arikunaka iškay punžallapimi šamunga.  | Chai c’aricunaca ishcai punzhallapimi shamunga. | ll <> ž             |
| Salasaca                                                   | [qxl]       | 15.000                              | Salasaca (Kanton in Tungurahua)           | Či k’arigunaga iški p’unžažabimi šamunga.    | Chi c’arigunaga ishqui p’unllallabimi shamunga. | ll = ž              |
| Pichincha (Calderón)                                       | [qud]       | 25.000                              | Pichincha                                 | Čay harikunaka iškay punžapižami šamunga.    | Chai jaricunaca ishcai punllapillami shamunga.  | ll = ž              |
| Napo Alto (Tena)                                           | [quw]       | 5.000/ 10.000                       | Napo                                      | Či kariunaga iški punžallaimi šamunga.       | Chi cariunaga ishqui punzhallaimi shamunga.     | ll <> ž             |
| Napo Bajo                                                  | [qvo]       | 4.000 (ECU) + 8.000 (PER)/ 15.000   | Orellana, Sucumbíos                       | Či karigunaga iškay punčallaimi šamunga.     | Chi carigunaga ishcai punchallaimi shamunga.    | ll <> ž             |
| Pastaza (+ Bobonaza; auch Sarayacu)                        | [qvz]       | 4.000 (ECU) + 2.000 (PER)/ 10.000   | Pastaza                                   | Či karigunaga iškay punžallaimi šamunga.     | Chi carigunaga ishcai punzhallaimi shamunga.    | ll <> ž             |
| Shucyachishca Quichua                                      | -           | (veralteter Standard)               | Ecuador                                   | Čay karikunaka iškay punllallapimi šamunka.  | Chai caricunaca ishcai punllallapimi shamunca.  | ll <> ž             |
| Shukyachishka Kichwa                                       | -           | (Schriftstandard Ecuador)           | Ecuador                                   | Čay karikunaka iškay punllallapimi šamunka.  | Chay karikunaka ishkay punllallapimi shamunka.  | ll <> ž             |
| Chanka-Qusqu-Qullaw Qhichwa                                | -           | (Schriftstandard Südliches Quechua) | Peru, Bolivien                            | Čay qharikunaqa iskay p’unčawllapim hamunqa. | Chay qharikunaqa iskay p’unchawllapim hamunqa.  | ll <> ž             |

### Kichwa im peruanischen Amazonien
Das Kichwa von Nordperu in den Sprachinseln von San Martín (Lamas-Quechua) und Loreto entspricht in der Aussprache weitgehend den Kichwa-Mundarten Ecuadors und Kolumbiens, es hat aber überhaupt nicht die grammatische Umgestaltung bzw. Kreolisierung mitgemacht (so gibt es dort z. B. weiterhin zwei „wir“-Formen).